# Puli
A puli[Nota] é uma raça canina originária da Hungria, onde chegou trazida pelos nômades, chamados magiares, provenientes do Oriente por volta do ano  1000. Considerado mais ágil que o komondor, foi utilizado para pastorear os rebanhos de ovelhas, ao invés de somente guardá-los. Raça europeia antiga, teve sua população reduzida a dois exemplares durante a Segunda Guerra Mundial. Todavia, esforços de criadores e cruzamentos controlados garantiram a sobrevivência destes caninos.
Fisicamente, pode chegar a medir 46 cm e pesar 16 kg. Raça considerada forte, tem a displasia como um de seus principais problemas de saúde. Seu temperamento é descrito como ativo e leal, chamado ainda de excelente para como cão de companhia, já que é adaptável a diversas circunstâncias. Ditos ainda inteligentes, são fáceis de serem adestrados e, modernamente, são bastante usados em provas de agility.